# 三沟酒
三沟酒是辽宁阜新出产的一系列白酒，源于1862年邱美、邱焕兄弟二人在瑞应寺活佛的资助下，于土默特左翼旗细河塔拉（1903年成为阜新县）成立的“胜泉涌烧锅”，俗称“邱家烧锅”。1948年酒坊被中共政府國有化，改名为“胜利酒厂”，三沟酒以当地红高粱为主料，辅以多粮配料，于浓香型白酒生产中应用了酱香型白酒高温堆积工艺，用高温回酒技术和双轮底技术酿制而成。